# Michael Knoll
Michael Knoll (1957 -  Dortmund, 8 oktober 1978) was een lid van de Rote Armee Fraktion (RAF) en behoorde bij de zogenaamde Tweede Generatie.
Op 24 september 1978 werd Michael Knoll met de RAF-leden Angelika Speitel en Werner Lotze bij schietoefeningen in een bos in het Dortmundse stadsdeel Kirchhörde verrast door twee politieagenten. De terroristen openden het vuur op de ambtenaren waarbij politieagent Hans-Wilhelm Hansen werd gedood en de tweede agent gewond raakte. Ook Knoll en Speitel raakten bij het vuurgevecht gewond en werden opgepakt. Lotze wist te ontkomen.  Knoll overleed twee weken later, op 8 oktober, aan zijn verwondingen. 